# Grepp (brottning)
Grepp används vid brottning och annan kampsport och är ett sätt att ta tag i motståndaren för att bringa denne/denna på fall eller ur stånd att röra sig. 
Definitionen gäller såväl inom idrott som vid ett polisiärt ingripande och vid mentalsjukhus som åtgärd mot våldsamma personer. Godkända grepp ska passivisera antagonisten, men inte vålla skada. Vad som är godkänt varierar med tillämpningsområdet.